# Gutierre Fernández

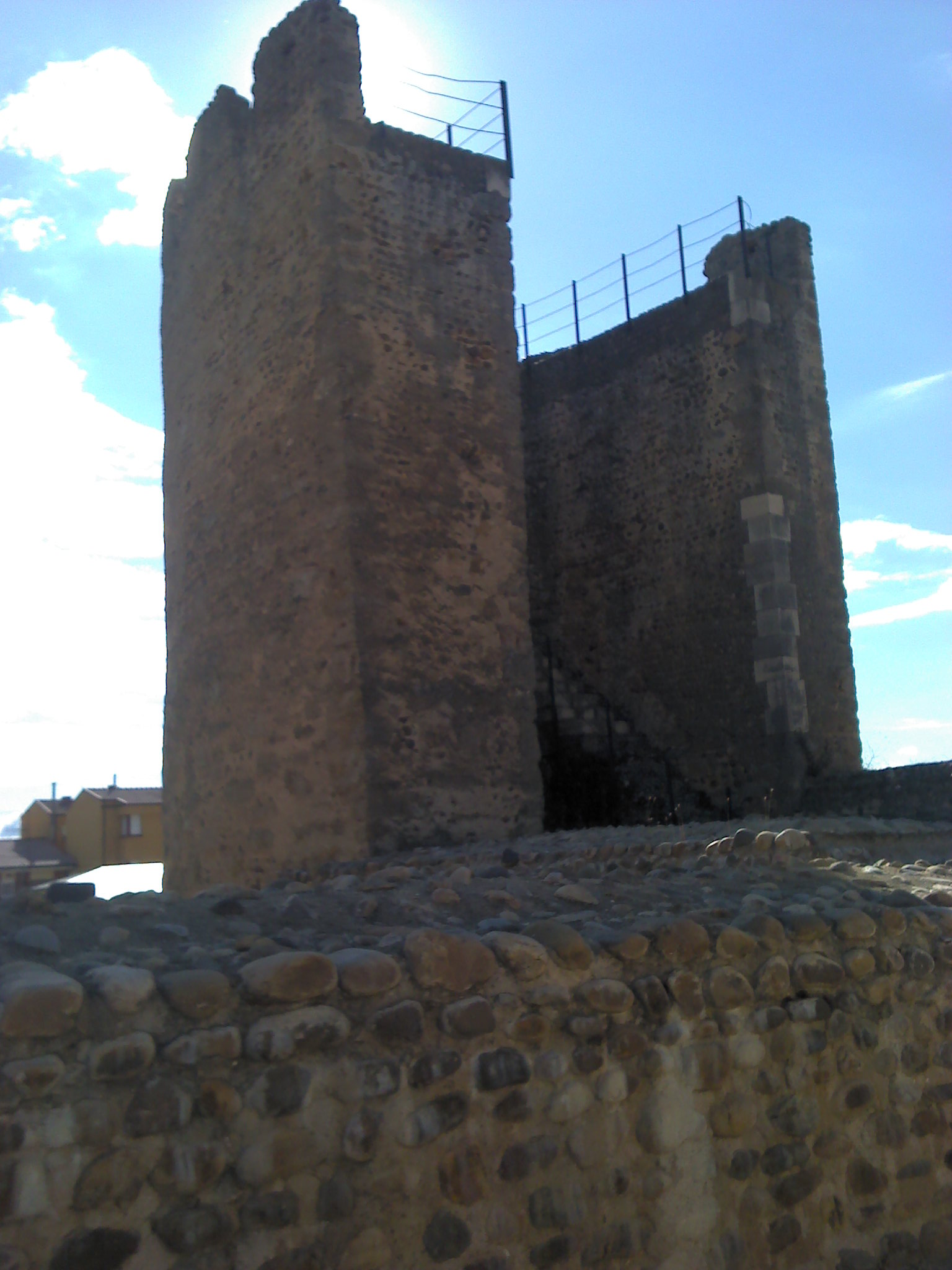
Ruinas de las murallas de Mansilla del siglo XII

Gutierre (o Guter) Fernández (fl. 1084) fue un noble leonés que sirvió como mayordomo de la reina Urraca (1110-17) hasta que fue destituido tras encarcelar al amante de la reina.

## Biografía
Gutierre era hijo de Fernando Ermíldez, señor de Val de Trigueros, y Juliana. Tenía un hermano, Ermeíldo, y cuatro hermanas: Urraca (abadesa), Mayor, María y Munia. Su familia tenía tierras en el valle del Pisuerga, y estaban estrechamente aliados con el Conde Pedro Ansúrez y su familia. 
Aunque se desconoce su fecha de nacimiento, sus padres lo nombraron en un acto de 1084 y para 1086 era ya un adulto, cuando firmó como testigo de una carta real. Visitó la corte de Alfonso VI en 1089, donde suscribió una carta real.

## Mayordomo
Fue mencionado por primera vez como "administrador de la corte" ( villicus curie) en un documento de 15 de octubre de 1110. En documentos posteriores de ese año se le llama villicus palacii (26 de diciembre) y pallicu vilicus (30 de diciembre), ambos significando "administrador de palacio". La primera carta en la que lleva el título de mayordomo (maiordomus palacii) data del 18 de enero de 1111. A lo largo de 1111 se le suele titular así: "mayordomo en la corte [real]". En una carta real del 19 de septiembre de 1111 usa el inusual sobrenombre de Miennaia antes de su nombre. Este nombre, popularizado en el Cantar de mio Cid en alusión a Álvar Fáñez Minaya, es una mezcla de partes románicas y vascas que significan "mi hermano". Podría haber sido elegido como un exotismo para demostrar la cultura y el prestigio de la corte de la reina. Una carta real del 13 de marzo de 1115 se refiere a él simplemente como el administrador (dapifer).

Entre 1112 y 1114, tres documentos sobrevivientes lo describen explícitamente como mayordomo "de la reina" o "en la corte de la reina". Los registros indican que, como mayordomo real, el 15 de octubre de 1116, presenció una donación al importante monasterio de Sahagún. Luego viajó a la frontera oriental del reino, para presenciar una donación al Monasterio de Santa María la Real de Nájera el 22 de enero de 1117. No hay más registro de él en documentos contemporáneos posteriores a esto, siendo reemplazado como mayordomo por Jimeno López. El motivo de su caída se describe en la Historia compostelana ("Historia de [la Diócesis de] Compostela"):
En ese momento Gutierre Fernández capturó al Conde Pedro González, y lo mantuvo preso en el castillo de Mansilla. Este conde Pedro, se decía, estaba ligado por la más fuerte cadena de amor a la reina Urraca, quien dominaba Castilla y no poca parte de Campaña. Debido a esto, su captura produjo dolor y tristeza en la reina.
Algunos autores modernos proponen que su caída se debió sin embargo a la concordia alcanzada entre la reina y su exesposo Alfonso I el Batallador en febrero de 1117. Esta concordia, que buscaba cerrar una guerra civil que había supuesto la formación de facciones políticas en el reino de León, trajo importantes cambios en la corte de Urraca. Así, Gutierre Fernández, considerado cabeza de la nobleza leonesa del occidente del reino que luego terminaría agrupándose alrededor del hijo de Urraca, Alfonso VII de León, fue desplazado en la corte de Urraca por dicho Jimeno López, cercano a la nobleza castellana de los territorios orientales y partidario de un acercamiento diplomático al Batallador.
Varios historiadores han señalado menciones en las crónicas de que el primer sector de la nobleza leonesa, a iniciativa de Gutierre Fernández, intentó desplazar en 1119 al castellano conde de Lara en favor de Suero Bermúdez. Esto sería una respuesta de la facción apartada del poder en 1117, al ver a la nueva curia de la reina extender su domino en la Tierra de Campos. Pese a ello no hay pruebas de que la captura y encarcelamiento del conde de Lara descrita en la historia compostelana finalmente tuvieran lugar. En cualquier caso, la disputa terminó con el sector castellano leal a Urraca imponiéndose y Gutierre siendo considerado el único mayordomo real en desafiar la autoridad real hasta Gonzalo Rodríguez Girón un siglo después.

## Confusión
Existe confusión en fuentes posteriores entre Gutierre Fernández, mayordomo de Urraca, y Gutierre Fernández de Castro, más tarde mayordomo de Alfonso VII .  En el siglo XIII, Lucas de Tuy dice que poco después de 1100, el rey Alfonso I de Aragón y Navarra atacó la iglesia de San Isidoro de León con el fin de tomar sus piedras preciosas y tesoros de oro y plata, pero fue defendida con éxito por Gutierre Fernández, el "heredero de Castilla". Aunque Lucas creía que esta persona era Gutierre de Castro, cronológicamente es imposible, ya que este último habría sido solo un niño pequeño como mucho. Asimismo, Rodrigo Jiménez de Rada y la Primera Crónica General asocian al magnate castrista y a Gómez de Manzanedo (nacido hacia 1120) con el encarcelamiento de Pedro de Lara. La Primera Crónica General incluso asocia a Gutierre con proclamar rey a Alfonso VII en oposición a su madre, Urraca, aunque eso lo hizo el Conde Pedro Froilaz de Traba. Estos textos engañaron a algunos historiadores posteriores, como Esteban de Garibay y Zamalloa y Prudencio de Sandoval.